# Pentera
Pentera（ペンテラ）は、自動セキュリティ検証プラットフォームを専門とするサイバーセキュリティソフトウェア企業である。元々は2015年にPcysys（ピーシス）として創業され、2021年にPenteraに社名を変更した。同社は、アミタイ・ラッツォン（CEO）とアリク・リベルゾン博士（創業者兼CTO）によって率いられている。Penteraは、アメリカ合衆国、ドイツ、イギリス、イスラエル、ドバイ、シンガポールに拠点を置いている。

## 製品
ペンテラは、組織内のサイバーセキュリティ対策、認証情報、脆弱性をテストするために設計されたセキュリティ検証プラットフォームを開発している。このプラットフォームは、組織のサイバー攻撃耐性を高めるために、セキュリティ上の脆弱性や欠陥の特定、セキュリティ戦略の優先順位付けするのに役立つことを目的としている。
Penteraソフトウェアは、内部および外部のネットワーク攻撃対象、オンプレミスおよびクラウド環境を含む、IT環境全体にわたってテストを行うためのアルゴリズムを使用している。このプラットフォームは、リモートコード実行、パスワードクラッキング、データ外部流出といった実際のハッカーが用いる攻撃手法の自動エミュレーション（あるデバイスやソフトウェア、システムの挙動を別のソフトウェアなどによって模倣し、代替として動作させること）を実施するよう設計されている。また、ネットワーク内のエンドポイントにソフトウェアエージェントをインストールする必要がないため、ほとんどの企業システムやセキュリティサービスプロバイダーと互換性がある。
Penteraプラットフォームは、複数の製品およびアドオンモジュールで構成されている：
- ペンテラ・コア：組織の内部ネットワークのセキュリティ制御をマッピング、テスト、検証する[9][10]。
- ペンテラ・サーフェス：組織の外部ネットワークのセキュリティ制御をマッピング、テスト、検証する[11]。
- Pentera Cloudペンテラ・クラウド：組織のクラウド環境のセキュリティ制御をマッピング、テスト、検証する[12]。
- ペンテラ・ランサムウェア対応モジュール：組織の最新のランサムウェア攻撃に対するセキュリティ対策を検証する[13][14]。
- ペンテラ・クレデンシャル露出モジュール：リアルワールドの漏洩認証情報ソースのデータを活用して、組織の内部および外部の攻撃サーフェス（攻撃領域）に対する脅威を特定する[15][16]。

## 研究
Pentera Labs(ペンテラ・ラボ)は、同社の研究部門であり、脅威インテリジェンスフィードを積極的に監視し、攻撃者が使用する新しい脆弱性や攻撃手法を特定している。その研究成果は、サイバーセキュリティ担当者が攻撃者の新しい戦術と手法を特定、分析、エミュレート、対応するために公開されている。
これらの研究成果はペンテラ・プラットフォームに組み込まれ、セキュリティテスト機能を継続的に強化するために利用されている。ペンテラ・ラボはまた、新しく発見された「zero day(ゼロデイ)」の脆弱性を公表し、その情報をMITRE ATT&CKマトリックスに組み込むことで、敵対者の戦術や手法、プロセス(TTP)の理解を深める貢献をしている。
ペンテラ・ラボの調査結果とコミュニティへの貢献例:
- ゼロデイ脆弱性 — 2022年3月、ペンテラ・ラボのチームは、2つのゼロデイ脆弱性CVE-2022-22948とCVE-2021-22015を発見した。これらは、世界中の50万以上の組織で使用されているVMware vCenter管理環境の弱点を露呈した。これらの脆弱性はシニアセキュリティ研究者ユヴァル・ラザールによってVMwareに報告され、VMwareの修正パッチをリリースにつながった[19]。
- 「135は新しい445である」 — 2022年9月、ペンテラ・ラボのチームは、SysinternalsのPsExecユーティリティの実装を開発した。これにより、監視の手薄なWindows TCPポート135を使用して、ネットワーク内で横断的に移動することが可能となった[20]。
- 「誰が私のクッキーを盗んだのか？ Microsoft Azure FunctionsにおけるXSS脆弱性」 — 2023年1月、ペンテラ・ラボのチームはMicrosoft Azure Functionsに存在するWeb XSS脆弱性を発見した。その報告後、Microsoftによって修正パッチが適用された[21]。

## 資金調達
2025年3月時点で、ペンテラは複数の資金調達ラウンドを通じて合計2億5000万ドルを調達している:
- シード資金 (2015-2018年): 合計500万ドルを調達[22][23]。
- シリーズA - 2019年11月、AWZ VenturesおよびBlackstone Groupから1000万ドルを調達[22]。
- シリーズB - 2020年9月、Insight Partners、AWZ Ventures、Blackstone Groupから2500万[24]ドルを調達[25][26][27]。
- シリーズC - 2022年1月、K1 Investment Management、Evolution Equity Partners、Insight Partnersから1億5000万ドル(内7500万ドルがプライマリー)を調達し、ユニコーン企業となった。このファンディングにより、ペンテラの企業価値は10億ドルとなった[28][29]。
- シリーズD (2025年3月): Evolution Equity Partnersが主導し、Farallon Capital Managementが参加する形で6000万ドルを調達。[30][31][32]

ペンテラはシリーズC以降、年間経常収益 (ARR) を300%以上増加させ、顧客基盤も200%拡大。今回の資金調達は、研究開発、AIを活用したセキュリティバリデーション機能の強化、米国市場での拡大を支援する目的で実施された。